# Międzynarodowa Asocjacja Geodezji
Międzynarodowa Asocjacja Geodezji (International Association of Geodesy, IAG) – organizacja geodezyjna, która promuje współpracę naukową oraz badania w dziedzinie geodezji na skalę światową. Należy do Międzynarodowej Unii Geodezji i Geofizyki (IUGG).